# Ayrton Páez
Ayrton Andrés Páez Yepez (Mérida, 16 gennaio 1995) è un calciatore venezuelano, centrocampista dell'Atlètic Escaldes.

## Carriera

### Club
Ha debuttato fra i professionisti con il Sabadell il 3 settembre 2016, disputando l'incontro di Segunda División B vinto 1-0 contro l'Hércules.

### Nazionale
Con l'Under-20 ha preso parte al Sudamericano di categoria nel 2015.